# Liparis nigrescens
Liparis nigrescens är en orkidéart som beskrevs av Rudolf Schlechter. Liparis nigrescens ingår i släktet gulyxnen, och familjen orkidéer. Inga underarter finns listade i Catalogue of Life.